# Cliff Burton
Clifford Lee Burton (10. februar 1962 – 27. september 1986) var bassist for Metallica fra 1982, hvor han erstattede Ron McGovney, til 1986, hvor han døde i Sverige i en busulykke. Hans specielle spillestil har inspireret mange nyere bassister.

## Biografi
Cliff Burton blev født i San Francisco. Hans forældre var Jan og Ray Burton, fra hvem han arvede sine hippieidealer og sin attitude. Han begyndte at spille klaver i en alder af seks. I 1976, da han var 14 år gammel, begyndte han at spille basguitar

## Metallica
Trommeslager Lars Ulrich og forsanger/rytmeguitarist James Hetfield var ude efter en ny bassist til at erstatte Ron McGovney, da de ikke mente han tog bandet seriøst nok. Da de hørte Cliff Burton spille med sit gamle band Trauma, troede de først, at det var en wah-guitarsolo, men opdagede så senere, at det var Burton, der spillede på sin bas. De besluttede sig for at få Burton med i bandet og efter i mange måneder at have spurgt ham, accepterede han, men kun hvis bandet flyttede til San Francisco, hvilket de gjorde.

## Indflydelse
Cliff Burton udsatte ofte bandet under deres busture for musik som The Misfits, Pink Floyd, Thin Lizzy og den klassiske pianist Glenn Gould, der spillede Bach.
Han brugte sin teoretiske viden fra at have spillet klaver til bandets musik gennem sit basspil samt ved at undervise James Hetfield i musikteori.
James Hetfield har indrømmet, at Metallicas ældste musik i høj grad var inspireret af Cliff Burton.
Han blev respekteret af de andre bandmedlemmer, og selvom han ikke talte meget, så lyttede alle, når han gjorde.

## Død
Den 27. september 1986 under en europæisk Metallica-tur var gruppens bandbus på vej fra Göteborg i Sverige til en koncert i København i Danmark. Tidligere på natten havde Cliff Burton og Kirk Hammett trukket kort, hvor Burton vandt ved at trække spar es og valgte Kirks seng. Ved daggry mistede buschaufføren herredømmet over bussen (det diskuteres stadig, om han havde drukket), og bussen rullede flere gang rundt, før den stoppede. Burton blev smidt ud af vinduet og blev mast af bussen. Bandet steg ud af bussen og fandt Burton liggende livløst under bussen.
Senere blev en kran tilkaldt for at løfte bussen, da bandet stadig troede, at de kunne redde Cliff Burton. Efter at have løftet bussen op, røg den ned igen og maste ham endnu engang.
Ifølge Mick Hughes, (Metallicas lydmand), var ingen sikker på, om Burton stadig var i live på det tidspunkt.

## Efterfølger
Efter Cliff Burtons død overtog Jason Newsted hans rolle som bassist i Metallica. Efter at have overtaget Burtons plads sagde Newsted om ham: ”There was a huge shadow there. I’d always looked up to him so much.”
Newsted blev aldrig rigtig accepteret som et medlem af bandet af de andre medlemmer, og han blev også nødt til at skulle finde sig i op til flere jokes under deres to års ”Justice”-turne som at få sine personlige ting smidt ud af vinduet og blive lokket til at spise utroligt stærk mad.
Newsted forlod bandet januar 2001 og blev erstattet af Robert Trujillo, som kom ind i bandet i år 2003 og nåede ikke, at være med på albummet St.Anger.

## Musiknumre
Cliff Burton var med til at skrive flere af Metallicas numre, bl.a. "Master of Puppets", "Orion", "For Whom the Bell Tolls" og "Fade To Black".
- Hans kendte bassolo "(Anesthesia) Pulling Teeth" er på albummet Kill 'Em All.
- Mange tror fejlagtigt, at basintroen fra "For Whom the Bell Tolls" er spillet på guitar.
- "To Live Is To Die", som er på albummet ...And Justice for All, er dedikeret til Cliff Burton og mange af de riff, der bliver spillet, er skrevet af ham. Lyrikken, som bliver fremført et godt stykke inde i sangen af James Hetfield, er skrevet af Cliff Burton. (Se citater for lyrikken.)

## Spillestil
I modsætning til mange andre metalbassister, hvis favorit ofte er en 5-strenget eller 6-strenget bas, spillede Cliff Burton kun på en 4-strenget bas.
Hans spillestil varierede fra at være hurtig heavy metal ("The Four Horsemen" o. lign.) til at være mere melodisk præget ("Orion"). Burton spillede aldrig med plekter, men brugte derimod kun sine fingre.
Hans spillestil er i stor grad haft indflydelse af Motörheads Lemmy Kilmister og Rushs Geddy Lee.
Cliff Burtons baslyd var også speciel. Lyden var meget rund og fyldig, modsat andre heavy metal bassister der har en meget hård og rå lyd. Han brugte også forvrængning og wah på sine bassoloer og til enkelte sange. F.eks. i "The Call Of Ktulu" fra albummet Ride The Lightning kan det høres den karakteristiske Cliff Burton lyd med wah og forvrængning.

## Udstyr

### Basguitarer
- Rickenbacker 4001.
- Aria Pro II SB-1000.
- Alembic Spoiler. Denne blev stjålet ifølge et interview med Burton
- Fender Precision Bass. Burton brugte den, når han spillede med Spastik Children

### Forstærkere
- Mesa Boogie 4"x12" kabinet.
- Custom-built 1"x15" kabinet.
- Mesa Boogie Mesa 400+ forstærker.
- Ampeg SVT-1540HE Classis Series Enclosure

### Effekter
- Morley Power Wah Boost (Udgået af prod. 1983) – Brugt til bassoloer, "Seek And Destroy", "The Call of Ktulu" og "For Whom the Bell Tolls"
- Electro-Harmonix Big Muff PI (USSR model produceret af Sovtek) – Brugt til "Pulling-Teeth", "Seek and Destroy", "The Call of Ktulu" og "For Whom the Bell Tolls"

## Andre bands
- Agents Of Misfortune
- Easy Street
- Trauma (band)

## Citater
- "When a man lies, he murders

some part of the world
these are the pale deaths which
men miscall their lives
all this I cannot bear
to witness any longer
cannot the kingdom of salvation
take me home?"
- Cliff Burton fra ”To Live Is To Die”
- “You don’t burn out from going too fast. You burn out from going too slow and getting bored.”

– Cliff Burton
- “I remember this guy lit my couch on fire a couple of times.”

- James Hetfield om Cliff Burton
- “To this day, I think of him every day. It's really strange. It's something that pops into my head every day and I'm constantly reminded of it because he played such a large part in our lives.”

- Kirk Hammett om Cliff Burton
- ”Cliff was so completely honest to himself and the people around him. He hated all this being-put-on-a-pedestal bullshit”

- Lars Ulrich om Cliff Burton